# Крячок бенгальський
Крячок бенгальський (Thalasseus bengalensis) — вид сивкоподібних птахів підродини крячкових (Sterninae) родини мартинових (Laridae).

## Поширення
Крячок гніздиться в субтропічних прибережних частинах Старого Світу, головним чином від Червоного моря через Індійський океан до західної частини Тихого океану та Австралії, зі значною популяцією на південному узбережжі Середземного моря, на двох островах біля узбережжя Лівії. Поза сезоном розмноження він поширений на узбережжі Північної Африки (як середземноморського, так і атлантичного), на більшій частині сусідніх континентів Індійського океану та в західній частині Тихого океану на північ від Австралії до Нової Гвінеї та В'єтнаму.
Вид населяє тропічні та субтропічні піщані та коралові узбережжя та естуарії. Гніздиться на низинних прибережних островах, коралових рівнинах, піщаних берегах і плоских піщаних пляжах. Шукає поживу у морському прибої та над прибережними водами

## Підвиди
Виділяють три підвиди:
- T. b. emigrata (Neumann, 1934): гніздиться в Середземному морі на островах біля узбережжя Лівії, зимує в Західній Африці.
- T. b. bengalensis (Lesson, 1831): північна частина Індійського океану, зимує в Південній Африці.
- T. b. torresii (Gould, 1843): Індонезія та Австралія, зимує в тому самому районі.